# Кричка
Кри́чка (укр. Кричка) — село в Солотвинской поселковой общине Ивано-Франковского района Ивано-Франковской области Украины.
Население по переписи 2001 года составляло 1795 человек. Занимает площадь 17 км². Почтовый индекс — 77744. Телефонный код — 03471.